# آیدینجیک
آیدینجیک (به ترکی استانبولی: Aydıncık) یک منطقهٔ مسکونی در ترکیه است که در استان یوزغاد واقع شده‌است. آیدینجیک ۱٬۲۱۰ متر بالاتر از سطح دریا واقع شده‌است.